# Zasiekli
Zasiekli (biał. Засеклі; ros. Засекли, Zasiekli; pol. hist. Zasiekła, Zasiekle) – wieś na Białorusi, w obwodzie witebskim, w rejonie orszańskim, w sielsowiecie Zadrouje, przy drodze republikańskiej R15.

## Historia
W Rzeczypospolitej Obojga Narodów miejscowość leżała w województwie witebskim, w powiecie orszańskim. Była wówczas centrum majątku ziemskiego. 17 stycznia 1719 wojski mścisławski Stanisław Kazimierz Enoinski i jego żona Konstancia Barbara Enoinska zapisali tutejsze dobra, występujące w testamencie pod nazwą Zasiekł, z dobrami Hrazin, wsią Mołotycz i okolicznymi zaściankami, jezuickiemu kolegium mścisławskiemu. W Zasieklu istniał wówczas dwór.
W XIX i w początkach XX w. folwark, od 1855 będący własnością Chludzińskich, położony w Rosji, w guberni mohylewskiej, w powiecie orszańskim. Znajdowała się tu wówczas kaplica katolicka należąca do parafii św. Józefa w Orszy.
Następnie w granicach Związku Sowieckiego. Od 1991 w niepodległej Białorusi.